# 俞侯国
俞侯国，又作郧侯国。西汉时设置的侯国。
故城在今山东省平原县西南。属清河郡。吕后四年（前184年）及汉景帝六年（前151年）分别封吕它、栾布为俞侯，即此。元狩六年（前117年）改鄃县。

## 侯爺列表
- 呂它（前184-前180）
- 欒布（前151-前145）
- 欒賁（前139-前117）